# Na tebja upovaju
Na tebja upovaju (russisk: На тебя уповаю) er en russisk spillefilm fra 1992 af Jelena Tsyplakova.

## Medvirkende
- Irina Rozanova som Ira
- Natalja Sokoreva som Vika
- Jevgenija Dobrovolskaja som Alla
- Tatjana Markhel
- Natalja Fisson som Marina